# Sepicana albomaculata
Sepicana albomaculata là một loài bọ cánh cứng trong họ Cerambycidae.